# Дървена ваканция
Дървена ваканция е жаргонен израз за принудителна и наложителна ваканция в начални и средни учебни заведения, най-често поради влошени климатични условия, бедствия или за да се предотврати разпространението на епидемични заболявания. Такива причини могат да бъдат прекалено ниски или прекалено високи температури, обилни снеговалежи, пожари, наводнения и други.
В България това се решава на специални събрания на учебните институции, от общинското ръководство или централизирано от образователното министерство. Учители и други представители от събранието обсъждат и разсъждават над прогнозата за времето, дават аргументи за и против и в края щабът обявява решението на комисията.